# Distretto di Pinglu
Il distretto di Pinglu (平鲁区S, Pínglǔ QūP) è un distretto della Cina, situato nella provincia dello Shanxi e amministrato dalla prefettura di Shuozhou.